# Sân bay vũ trụ Baykonur
Sân bay vũ trụ Baikonur (tiếng Kazakh: Байқоңыр ғарыш айлағы, Bayqoñır ğarısh aylağı; tiếng Nga: Космодром Байконур) - là sân bay vũ trụ đầu tiên và lớn nhất trên thế giới, nằm ở Kazakhstan, không xa làng Tyuratam. Có diện tích 6.717 km².

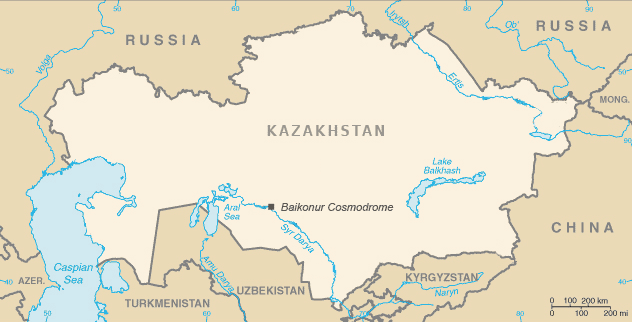
Bản đồ chỉ ra vị trí của sân bay vũ trụ Baikonur tại Kazakhstan

Sân bay vũ trụ này là cơ sở phóng tàu không gian đầu tiên và lớn nhất thế giới còn hoạt động. Nó nằm trong sa mạc thảo nguyên của Kazakhstan, cự ly 200 km (124 dặm) về phía đông của biển Aral, phía bắc sông Syr Darya, gần ga tàu hỏa Tyuratam, 90 mét trên mực nước biển. Khu đất này được  chính phủ Kazakhstan cho Nga thuê (hiện nay cho đến năm 2050) và được quản lý phối hợp của Cơ quan Không gian Liên bang Nga và lực lượng Không gian Nga. Hình dạng của khu vực cho thuê là một hình elip, kích thước đông-tây dài 90 km và bắc-nam dài 85 km, với sân bay vũ trụ nằm ở trung tâm. Ban đầu nó được Liên Xô xây dựng vào cuối những năm 1950 để làm cơ sở hoạt động cho chương trình không gian của Liên Xô. Theo chương trình không gian của Nga hiện nay, Baikonur vẫn còn là một cổng không gian bận rộn, với nhiều thiết bị thương mại, quân sự và khoa học phóng hàng năm.
Vostok 1, tàu vũ trụ có người lái đầu tiên trong lịch sử nhân loại, đã được đưa ra từ một trong bãi phóng Baikonur, mà hiện nay được biết đến là Gagarin's Start (bệ phóng Baikonur 1/5) (tọa độ bệ phóng:45°55′13″B 63°20′32″Đ / 45,920278°B 63,342222°Đ)

## Lịch sử
|  |